# Stern (boot)

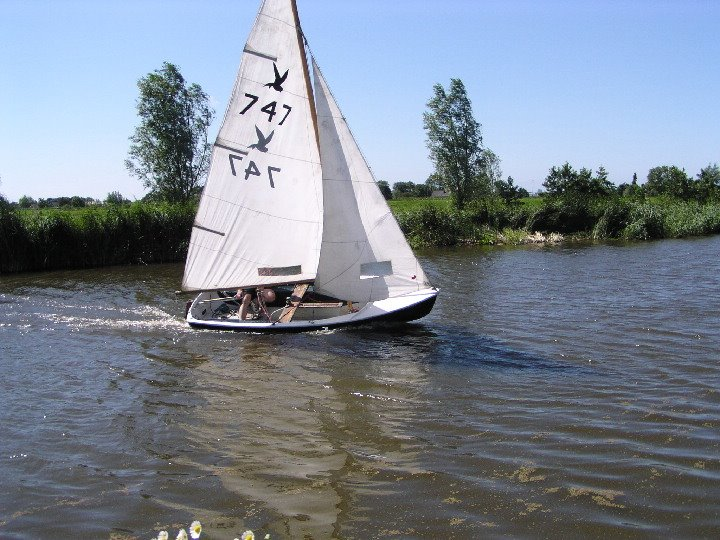
Stern

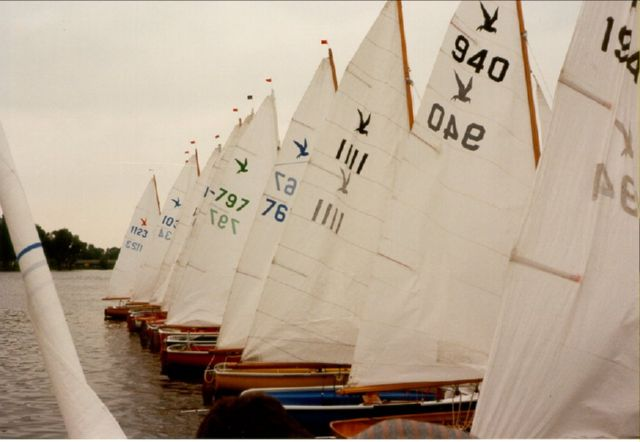
Meerdere sterns

De Stern is een type open zeilboot van 4,25 meter lengte, die valt in de categorie zwaardboten. De Stern heeft een grootzeil, een fok, en een spinnaker en trapeze voor de bemanning.

## Historie
De Stern is ontworpen in 1955 door E.G. van de Stadt en is tot 1990 op enkele kleine wijzigingen na, in dezelfde vorm gebouwd. Vanaf het begin is de Stern een uiterst compleet uitgeruste boot geweest:  trapeze en spinaker hebben er altijd op gezeten. In verhouding met andere (vergelijkbare) boten is de Stern een relatief goedkope en duurzame boot. Mede hierdoor is de Stern altijd zeer populair geweest. Zowel bij de jeugd als bij de oudere zeilers is de Stern zeer bekend.

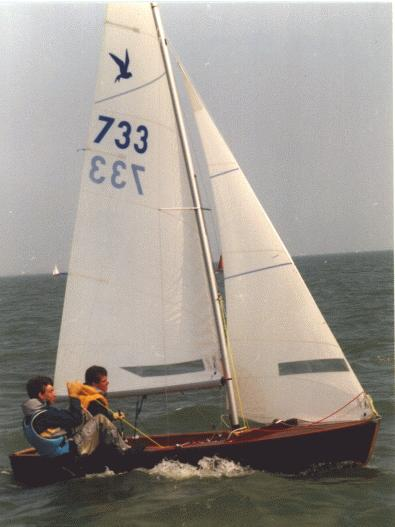
Stern

Om de Stern aan de eisen van de moderne tijd te laten voldoen is er in 1990, in samenwerking met Van de Stadt, de Sternzeilers en een technische commissie, een 'moderne' Stern op de markt gebracht, de "STERN '90", die geheel aan die huidige eisen voldoet. De inrichting is zodanig veranderd dat een groter drijfvermogen is verkregen, waardoor de Stern niet meer in de golven duikt. Bovendien is de boot nu met een profielzwaard en -roer en aluminium mast en giek uitgerust. De giek is 15 cm hoger gekomen, zodat er in de boot meer ruimte is ontstaan. Alle veranderingen zijn echter zodanig dat ook een oude Stern aangepast kan worden aan de belangrijkste vernieuwingen.

## Afmetingen
De Stern kent in alle modellen de volgende afmetingen:
- lengte: 4,25 m
- breedte: 1,55 m
- diepgang: 0,15/0,95 m
- zeilklare massa: minimaal 130 kg
- grootzeil: 7,4 m²
- fok: 3,8 m²
- spinnaker: 8,0 m²